# KG大和ボクシングジム&フィットネスジム
KG大和ボクシングジム＆フィットネスジム（けーじーやまとボクシングジム&フィットネスジム）は、神奈川県大和市中央にあるボクシングジム。会長は花形ジムで選手及びトレーナーとして活動した片渕剛太。

## 概要
2007年10月、設立。
目標は「日本一敷居の低いジム」。

## 主な所属選手

### 現役選手
- 阿部麗也（フェザー級世界ランカー、第66代日本フェザー級王者、WBOアジアパシフィックフェザー級王者、2014年度全日本フェザー級新人王）

### 引退選手
- 中野敬太（KG大和ジム初のプロボクサー、日本スーパーバンタム級元ランカー）
- ジェームス村重（2012年度東日本ライト級新人王）
- 久保真由美
- 関島優作（日本スーパーフェザー級元ランカー、2018年度全日本スーパーフェザー級新人王）
- 荒谷龍人（日本スーパーフェザー級ランカー）
- 水谷直人（日本スーパーバンタム級ランカー）
- 粟田祐之（2016年度全日本スーパーフェザー級新人王）